# Smålands runinskrifter 53
Sm 53 är en vikingatida runsten i Brödrahalla, Gislaveds kommun i Småland. Stenen är känd sedan 1600-talet då den stod tillsammans med en annan oristad sten på en kulle i närheten. Enligt en lokal legend är stenen rest till minne av två bröder som dräpte varandra, ett öde som spåtts dem redan vid födseln och som de förgäves försökte undkomma. Då stenens nuvarande skick är fragmentariskt är betydelsen av inskriften oklar, även om den nämner två bröder.
Platsnamnet Brödrahalla har troligen fått sitt namn från stenarna. Den oristade stenen från det ursprungliga monumentet återfinns ett par meter till höger om runstenen.

## Inskriften
Translitterering av runraden:
ru[-]f[-] …i + stin + þana + eftiʀ + s… auk [(i)s---] suni sina + tua …- + silu þ…
Normalisering till runsvenska:
Hro[l]f[ʀ](?) [ræist]i stæin þenna æftiʀ … ok … syni sina tva … salu þ[æiʀa]
Översättning till nusvenska:
Rolf(?) reste denna sten efter … och … sina två söner … deras själ.